# Trükkös fiúk
Trükkös fiúk (eredeti cím: Matchstick Men) egy 2003-as brit-amerikai heistfilm, krimi vígjáték Ridley Scott rendezésében. A forgatókönyv Eric Garcia Matchstick Men című regénye alapján készült. A film főszereplői Nicolas Cage, Sam Rockwell és Alison Lohman.

## Szereplők
| Színész       | Szerep          | Magyar hangja  |
| ------------- | --------------- | -------------- |
| Nicolas Cage  | Roy Waller      | Józsa Imre     |
| Sam Rockwell  | Frank           | Lippai László  |
| Alison Lohman | Angela          | Mánya Zsófia   |
| Bruce Altman  | Dr. Klein       | Jakab Csaba    |
| Bruce McGill  | Chuck Frechette | Ujlaki Dénes   |
| Steve Eastin  | Mr. Schaffer    | Kránitz Lajos  |
| Jenny O'Hara  | Mrs. Schaffer   | Vennes Emmy    |
| Beth Grant    | Nő a mosodában  | Bessenyei Emma |
| Sheila Kelley | Kathy           | Takács Andrea  |

## Cselekmény
|  | Alább a cselekmény részletei következnek! |

Roy Waller Los Angelesben élő, tehetséges szélhámos. Ugyanakkor számos rendellenességben és betegségben szenved: agorafóbiában, miofóbiában, Tourette-szindrómában, kényszerbetegségben és pánikrohamra való hajlamban. Együtt dolgozik különböző csalásokban Franck Mercerrel, aki tőle tanulta a mesterséget. Waller vonakodva döntött arról, hogy kezelés céljából pszichiáterhez, dr. Harris Kleinhez fordul. Dr. Klein sürgeti, hogy vegye fel a kapcsolatot volt feleségével, Heatherrel, akit évek óta nem látott. Roy megtudja, hogy van egy lánya, a tizennégy éves Angela. Roy és Franck nagy melót tervez: át akarnak verni egy Chuck Frechette nevű gazdag embert. Éppen ekkor költözik hozzá Angela. Miközben Roy elhiteti vele, hogy a férfi régiségkereskedő, a tinédzser rájön az igazságra. A lány csak arra vágyik, hogy a tanítványa legyen. Kapcsolatuk munkakapcsolattá alakul. Egy este Roy és Angela hazatérnek a vacsoráról, Chuck egy pisztollyal vár rájuk a súlyosan megvert Frank mellett. Angela lelövi Chuckot, Roy pedig ráveszi a lányt, hogy bujkáljon addig, amíg az ügy el nem csitul. Amikor Roy el akarja tüntetni Chuck holttestét, Chuck hirtelen életre kel, és eszméletlenre veri Royt.
Roy egy kórházban ébred, ahol a rendőrség közli vele, hogy Chuck belehalt a lövésbe, Frank és Angela pedig eltűntek. Klein megjelenik, és Roy átadja neki a jelszót a nagy értékmegőrzőjéhez, és utasítja, hogy adja át a pénzt Angelának, ha megtalálják. Később Roy arra ébred, hogy a "rendőrség" eltűnt, a "kórházi szobája" egy teherkonténer egy parkolóház tetején, "Dr. Klein" irodája üres, és Roy jelentős készpénzmegtakarítását elvitték. Frank egy levélben felfedi, hogy átvert őt. Roy átmegy Heatherhez (akit évek óta nem látott), Angelát keresve, és megtudja az igazságot: Heather elvetélt a gyermekükkel. A fiatal nő, akiről azt hitte, hogy a gyermekük, Frank bűntársa volt.
Egy évvel később Roy eladó egy helyi szőnyegboltban, ahová egy nap Angela és a barátja betévednek. Roy szembesíti Angelát, de végül megbocsát neki, mert rájön, hogy becsületes emberként boldogabb. Angela elárulja, hogy nem kapta meg a neki járó részt Franktől, és hogy ez volt az egyetlen átverés, amit valaha is elkövetett. Roy hazatér új feleségéhez, Kathyhez, aki terhes a gyermekével.
|  | Itt a vége a cselekmény részletezésének! |

## Forgatás
A forgatás 2002. július 15. és 2002. augusztus 31. között zajlott Los Angelesben. 

## Bevétel
Az Egyesült Államokban és Kanadában 2711 moziban bemutatott film nyitóhétvégi bevétele 13,0 millió dollár volt. A film a második helyen végzett a szintén debütáló Volt egyszer egy Mexikó című film mögött, de megelőzte a Kabinláz című filmet.  A Trükkös fiúk végül 36,9 millió dolláros hazai és 65,5 millió dolláros világbevételt ért el.

## Kritikai visszhang
A Rotten Tomatoes-on 184 kritikus értékelése alapján a film 83%-os tetszést aratott. 184 kritikusból 32 negatívan értékelte a filmet és 152 kritikus volt jó véleménnyel a filmről.

## Fordítás
- Ez a szócikk részben vagy egészben  a   Matchstick Men című angol Wikipédia-szócikk fordításán alapul.  Az eredeti cikk szerkesztőit annak laptörténete sorolja fel. Ez a jelzés csupán a megfogalmazás eredetét és a szerzői jogokat jelzi, nem szolgál a cikkben szereplő információk forrásmegjelöléseként.